# Luka Mišetić
Luka Mišetić (Chicago, 11. ožujka 1970.) hrvatski je i američki odvjetnik specijaliziran za kazneno pravo.
Mišetić je poznat po obrani generala Ante Gotovine na Međunarodnom kaznenom sudu za bivšu Jugoslaviju i bivšeg predsjednika Kosova Hashima Thaçija pred Specijaliziranim sudom za Kosovo.
Godine 2006. časopis „Globus” proglasio ga je jednim od 100 najutjecajnijih Hrvata na svijetu.
Mišetić je rođen i odrastao u Chicagu. Njegovi roditelji bili su hrvatski imigranti iz zapadne Hercegovine u blizini Ljubuškog. Prvi je put posjetio Hrvatsku kada je imao 16 godina, 1986. godine. Hrvatski je naučio od svoje obitelji. Na početku Domovinskoga rata, Mišetić je slao financijsku pomoć Hrvatskoj. Godine 1992. Mišetić je diplomirao politologiju na Sveučilištu Northwestern s odličnim uspjehom. Nakon toga upisao se na Pravni fakultet Notre Dame, gdje je diplomirao 1996. godine, dobio je Dekanovu nagradu za izvrsnost u studiju međunarodnog prava.
Godine 1996. Mišetić je postao član Odvjetničke komore države Illinois i Okružnog suda SAD-a Sjevernog okruga Illinoisa; godinu dana kasnije, 1997., postao je član Međunarodnog kaznenog suda za bivšu Jugoslaviju u Haagu u Nizozemskoj. Mišetić je također član Odvjetničke komore Chicaga, Udruženja odvjetnika obrane pred MKSJ-om i Odvjetničke komore države Illinois. Godine 1999. izabran je među 12 najperspektivnijih odvjetnika u Chicagu.
Mišetić je privukao međunarodnu pozornost braneći bosanskog Hrvata Antu Furundžiju 1999. godine. Bio je najmlađi odvjetnik koji je ikada branio slučaj pred međunarodnim kaznenim sudom. Dok je pripremao Furundžijinu obranu u zagrebačkom hotelu „Sheraton”, upoznao je Antu Gotovinu. U listopadu 2001. postao je njegov odvjetnik, što je dovelo do Gotovininog puštanja na slobodu u studenom 2012.
Također zastupa klijente u međunarodnim arbitražnim slučajevima pred Stalnim arbitražnim sudom u Haagu, kao i pred Međunarodnim centrom za rješavanje investicijskih sporova.